# 阿伯丁大学
阿伯丁大学 （英語：University of Aberdeen）於1495年在苏格兰阿伯丁創立，是著名的教育和研究中心，中世纪时期建立的四所苏格兰古大学之一，也是全英国校龄第五长的大学。該校有五位諾貝爾獎得主，其中包括諾貝爾化學獎、物理學獎、醫學獎和和平獎等。阿伯丁大學的醫學享有盛譽，胰島素和核磁共振都是由阿伯丁大學教授發明的。

## 历史
1495年2月，当时的阿伯丁主教威廉·艾尔芬斯通受苏格兰国王詹姆士四世差遣，到罗马求见教宗亚历山大六世，希望教宗御许于阿伯丁老城区（Old Aberdeen）成立一所大学，称國王學院。教宗在1495年2月6日与艾尔芬斯会面，在细细询问过为何要于阿伯丁成立大学、以及财政方面如何维持之后，覆以教宗诏书，阿伯丁大学正式成立。大学在刚成立的时候一共只有36名教师和学生。
1497年，大学设立了世界上第一个讲英语的医学教学职位，同时成立了英语系国家第一所医学院。 大学主要为苏格兰北部培养医生、教师和牧师，并为当时的苏格兰政府培养律师和管理人才。
1593年，第五代马修伯爵乔治·基斯在南面阿伯丁的新城区中心地区创立了阿伯丁第二所的大学马修学院（馬修學院）。 
1860年，两所学院根据英国议会通过的“1858年苏格兰大学法案”（Universities (Scotland) Act 1858）合并，正式称为阿伯丁大学。法案还同时规定大学的校龄从国王学院起算，因而是苏格兰第三和英国第五老的大学。之前的四所大学按建校时间先后顺序分别是牛津大学、剑桥大学、圣安德鲁斯大学和格拉斯哥大学。
合并后的国王学院校址主要教授人文艺术和神学，而马修学院所在地主要教授医学和法律。1892年，新的科学院在马修学院内建立。1894年，大学第一批女学生入学。
1950年，大学大量增加招生，马修学院由于地处现在的阿伯丁市中心，逐渐无法容纳越来越多的师生。除醫科外，大學的主要授課地點逐漸往北面的國王學院原址遷移。现在的马修学院主要只作为艺术博物馆和学生毕业的大礼堂之用，而其古老优美的建筑风格也是阿伯丁市中心的旅游景点之一。
2000年  在2001年阿伯丁区的北部教育学院合并，教育系于同年成立。在2003年大学作出内部重组，之前五个学系重组成三个学院。学院内的小学院，如商学院等亦于同年成立。
2006年，在2月大学与阿伯丁市地区政府达成协议，将马修学院租给阿伯丁市地区政府作为办公室使用，年期为175年，阿伯丁市地区政府会一次付出四百七十万英镑作为租金。 大学近年作出一连串大规模投资，为未来作出准备。大学在未来十年将会使用2.3亿英镑来提升学校的设备。投资项目包括医学大楼，图书馆，体育中心等等。大学更成立了一系列的“第六世纪奖学金”并在各科增聘了多位教授。

## 招生
2006-07年度，阿伯丁大学全日制學生超過13,900名，包括3,000名碩士及博士生。大學提供超過590個不同的學士課程及超過110個的碩士及博士課程。 它是全蘇格蘭申请竞争最激烈的大學之一，据称每年的申请人数几乎和所有在校生的总数持平。

## 組織
現時大學由三個学院組成，旗下再細分不同院系，與之前五個大部門不同。

### 人文及社會科學院（College of Arts and Social Sciences）
- 神学、历史和哲学院
- 教育学院
- 语言与文学院
- 法学院
- 社会科学院
- 阿伯丁大学商学院
- 研究生院

### 生命科學及醫學學院（College of Life Sciences and Medicine）
- 生物科学院
- 医学院
- 药学院
- 心理学院
- 研究生院

### 物理科學院（College of Physical Sciences）
- 工程与物理学院
- 自然科学与计算机学院
- 地理地质学院

## 建築及大樓
大學原有的建築擁有濃厚的阿伯丁傳統特色，但新建的樓宇均傾向現代風格。

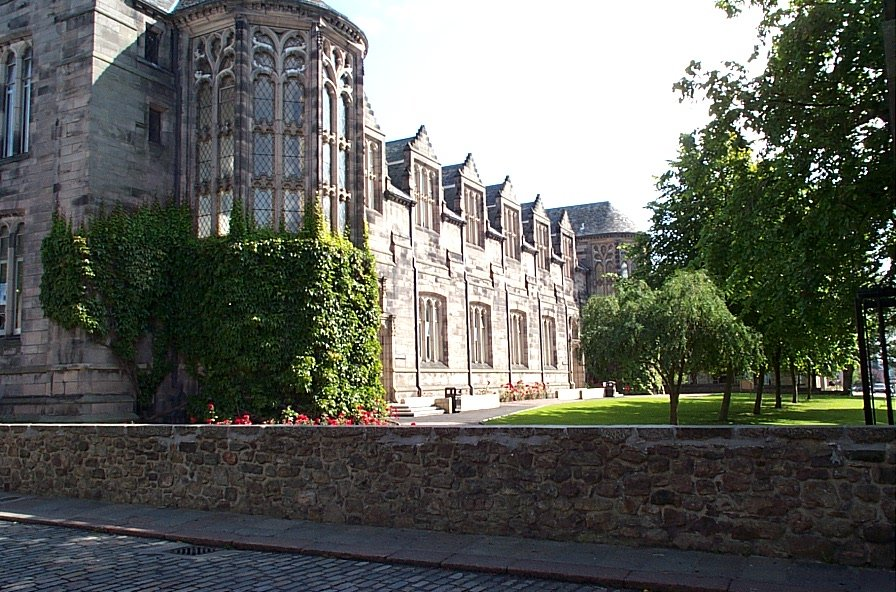
New King's

国王学院（King's College）的结构如同四合院，其中皇冠塔与教堂部分建于公元 1500 年。皇冠塔顶部塑造成皇冠形状，顶端有一形似六面灯笼的塑像。教堂内部保存了当初用橡木造成的唱诗班座椅。苏格兰宗教改革时期大部分教堂都遭受抢夺，附近的圣马格教堂的大钟亦给盗去，但幸好当时的校长力保皇冠塔与教堂不受伤害，至可以保存至今。现在国王学院常用作学术和商务会议的举行地，苏格兰议会亦曾于 2002 年在此举行会议。

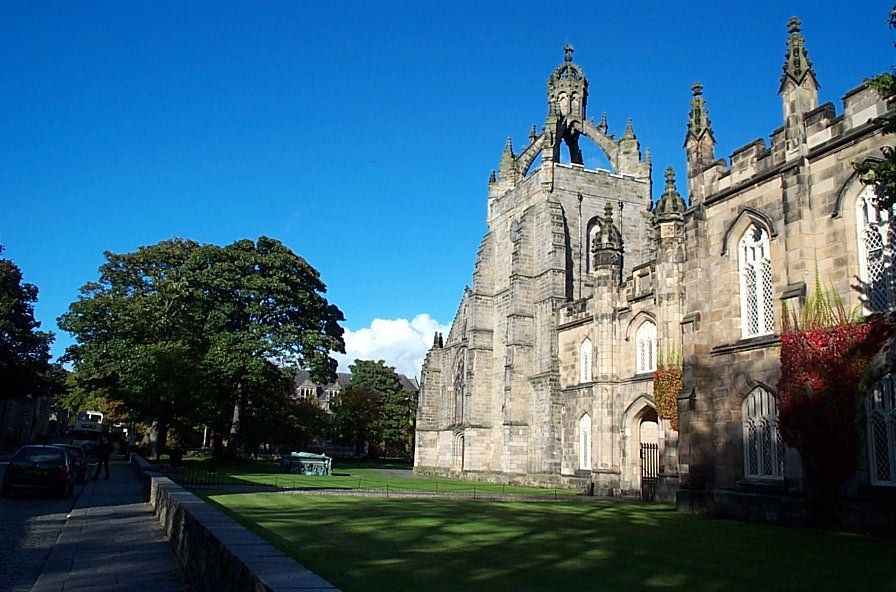
King's College國王學院

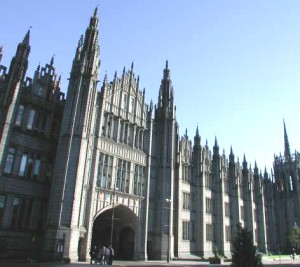
Marischal College

马修学院 是一所庄严的歌德式建筑物， 重建于 1836-41年，几年以后筹资10萬英磅扩建至现今的模样。扩建的部分于1906年由英国国王爱德华七世揭幕。 建筑师亚历山大·马歇尔·麦肯时为阿伯丁人。他采用阿伯丁盛产的白色花岗岩为主要物料建造出美轮美奂的马修学院，特显出他的天才与创造性。美丽的Mitchell塔是以毕业大厅建造费的捐助人查尔斯·米切尔的名字命名。这所塔启用于大学四百周年纪念那年，即1895年。大楼现在主要是外租给地方政府为办公室，但大学仍然保留了马修学院博物馆和毕业大厅，后者会在举行毕业典礼或演奏会时使用。马修学院是全英国最大的花岗岩建筑物，有传更是全世界第二大的花岗岩建筑物。
1899年，大学通过捐赠获得现有的植物园（Cruickshank Botanic Garden）。
大學的圖書館藏书超过一百萬本。於2006年4月，大學宣佈斥資5500萬英磅由丹麥建築師Schmidt Hammer Lassenn 設計一個新的圖書館，預計於2010年落成。大学在过去五百年所收藏超过二十五万本古老文献亦将会保存于此。 （页面存档备份，存于）.
除此以外大学亦拥有许多近代建筑物。动物学大楼内更可找到自然历史博物馆。另外大学于距离阿伯丁老城区三公里的 Foresterhill Hospital 位置建有几所大楼，为生命科學及醫學學院的根据地。

## 校友
大學著名校友包括有：
- 罗伯特·亚当森 — 哲學家

- 阿利斯泰尔·达林 — 英國下議院議員,前任英國財政大臣,现任影子財政大臣
- 泰薩·喬威爾 (Tessa Jowell) — 英國下議院議員,前任倫敦及奧運會統籌委員會部長,影子内阁阁员
- 理雅各 (James Legge) - 英國傳教士、漢學家，及香港英华书院校长 (1839-1867)
- 萬巴德（Sir Patrick Manson） — 醫生，於寄生虫學研究方面有貢獻，有熱帶病病學之父之譽。為牛奶公司、倫敦大學衛生及熱帶病學院創辦人。與倫敦傳道會合作創辦雅麗氏醫院，附設一所西醫書院，是香港大學李嘉誠醫學院的前身。
- 威廉·索顿 (William Thornton), 美国国会山大楼设计师
- 史釗域博士 — 香港皇仁書院首任校长，及香港輔政司 (1887-1889)
- 何啟 — 1887年與倫敦傳道會合作創辦雅麗氏醫院，附設一所西醫書院，是香港大學的前身。
- 杨昌济 — 中国近代著名教育家，伦理学家，曾教导毛泽东、蔡和森等人。
- 章士钊 — 中国近代学者和政治活动家。

## 諾貝爾獎得主
- 乔治·汤姆孙— 物理学奖 (1937)
- 約翰·麥克勞德— 生理学獎 (1923)
- 约翰·博伊德·奥尔（Lord John Boyd Orr, 1st Baron Boyd-Orr) — 和平奖 (1949)

## 学生于校内行政之权力
学生会为学生在学校决策和行政各方面发表意见。学生会全民为 Aberdeen University Students' Association (AUSA)。大学的理事会开会都会有学生代表列席。另外学生亦会每三年一次选出校监。过去曾经担任校监有前英国首相丘吉尔等等。

## 合作伙伴
- 格赖夫斯瓦尔德大学，德国格赖夫斯瓦尔德。

- 佩斯利大学，地处格拉斯哥西郊。1995年，苏格兰高等教育资金会启动配对计划，希望苏格兰的“古大学”与“新大学”加强交流。

- 罗伯特戈登大学，同样在阿伯丁，是一所新兴大学。2002年前后，两所大学曾经有合并的意向，但是最终没有实现。